# Junicode

Junicode-Satzbeispiel mit Versal-ß

Junicode („Junius-Unicode“) ist eine Unicode-Schriftart, die von Peter S. Baker, University of Virginia, entwickelt wird. Die derzeitige Version enthält 3280 Schriftzeichen. Die unter der SIL Open Font License veröffentlichte Open-Source-Schrift ist neben dem regulären Schnitt auch in einer kursiven, fetten und fett-kursiven Version verfügbar, die aber weniger Zeichen enthalten als der reguläre Stil. Die lateinischen Buchstaben ähneln dem klassischen Schriftbild der Clarendon Press des 17. Jahrhunderts.
Junicode folgt in Version 1 größtenteils den Empfehlungen der Medieval Unicode Font Initiative (Version 4.0): Die Schrift enthält zahlreiche Glyphen, die in mittelalterlichen Texten (Alt- oder Mittelhochdeutsch, Alt- oder Mittelenglisch, Mittellatein usw.) Verwendung fanden, und eignet sich deshalb besonders für mediävistische Texte.
Mit Junicode, Version 2, zeitweise unter dem Namen JuniusX, (Projektname Junicode New) gibt es vom gleichen Entwickler eine komplett neu erstellte Nachfolge-Schriftart, die den von der Medieval Unicode Font Initiative empfohlenen Zeichensatz vollständig abdeckt. Zudem unterstützt sie fünf Schriftstärken, fünf Schriftweiten und neue OpenType-Funktionen.

## Belegte Blöcke
Junicode 2
- Basic Latin (ASCII; 0000–007F)
- Latin 1 Supplement (00A0–00FF)
- Latin Extended A (0100–017F)
- Latin Extended B (0180–024F)
- IPA Extensions (0250–02AF)
- Spacing Modifier Letters (02B0–02FF)
- Combining Diacritical Marks (0300–036F)
- Greek and Coptic (0370–03FF)
- Runic (16A0–16FF)
- Latin Extended Additional (1E00–1EFF)
- Greek Extended (1F00–1FFF)
- General Punctuation (2000–206F)
- Superscripts and Subscripts (2070–209F)
- Currency Symbols (20A0–20CF)
- Combining Diacritical Marks for Symbols (20D0–20FF)
- Letterlike Symbols (2100–214F)
- Number Forms (2150–218F)
- Mathematical Operators (2200–22FF)
- Enclosed Alphanumerics (2460–24FF)
- Private Use Zone (E000–F8FF)
- Alphabetic Presentation Forms (FB00–FB4F)